# Dysphorie

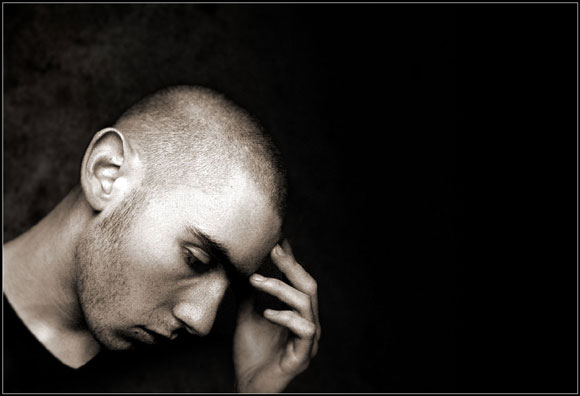
Personne semblant en pleine réflexion

La dysphorie (du grec δύσφορος / dúsphoros, de δυσ- / dus-, « difficile », et φέρω / phérō, « supporter »), ou humeur dysphorique, généralement labile, désigne une perturbation de l'humeur caractérisée par un sentiment déplaisant et dérangeant d'inconfort émotionnel ou mental, symptôme de la tristesse, de l'anxiété, de l'insatisfaction, de la tension, de l'irritabilité, ou de l'indifférence.

## Caractéristiques
La dysphorie (sémantiquement opposée à l'euphorie) est le trouble émotionnel et mental perçu chez un individu insatisfait ou mécontent, et dans certains cas, le trouble caractérisé par l'indifférence concernant son entourage. Les troubles de l'humeur peuvent induire la dysphorie, souvent avec un risque élevé de suicide, en particulier chez les individus atteints de trouble bipolaire en phase dépressive. Le terme désignant uniquement la condition liée à l'humeur, la dysphorie peut apparaitre en réponse à divers événements de la vie, telles qu'une maladie importante ou un deuil, et plus couramment lors d'une rupture amoureuse. La dysphorie peut être également causée par les substances chimiques des psychotropes, tels que les antipsychotiques typiques et atypiques.

## Dysphorie de genre
Le terme spécial de « dysphorie du genre » désigne un diagnostic à part attribué par les psychologues et médecins pour décrire les individus significativement malheureux (dysphorie) de leur genre associé au sexe constaté à la naissance.  La cinquième édition du Manuel diagnostique et statistique des troubles mentaux utilise le terme de « dysphorie du genre » plutôt que celui de « trouble de l'identité sexuelle ». Le DSM-5 utilise le terme d'« incongruence de genre » pour une meilleure identification et moins de stigmatisation[réf. souhaitée].

## Trouble dysphorique prémenstruel
Le trouble dysphorique prémenstruel (TDPM) est une forme sévère du syndrome prémenstruel (SPM). Ce trouble est associé à la phase lutéale du cycle menstruel tandis que les symptômes disparaissent pendant la phase folliculaire. Les symptômes émotionnels sont généralement présents, et les troubles de l'humeur prennent généralement le dessus. Ces humeurs incluent humeur dépressive, irritabilité et agressivité. Un isolement social n'est pas exclu chez les personnes menstruées atteintes de TDPM. Les principaux symptômes, n'affectant pas forcément l'individu.

## Autres dysphories
- Dysphorie post-coïtale

## Affections liées
Les affections suivantes peuvent impliquer la dysphorie en tant que symptôme :
- Dépression (unipolaire) et dysthymie
- Douleur chronique[7]
- Dysfonction sexuelle
- Dysmorphobie
- Dysphorie de genre
- Hypoglycémie
- Insomnie[8]
- Réflexe dysphorique d'éjection du lait
- Schizophrénie
- Syndrome prémenstruel
- Stress
- Toxicomanie
- Trouble bipolaire[1] et cyclothymie
- Trouble de l'adaptation avec humeur dépressive
- Troubles anxieux, comme le trouble de stress post-traumatique
- Troubles de la personnalité, comme le trouble de la personnalité borderline, le trouble de la personnalité dépendante et trouble de la personnalité antisociale
- Trouble dysphorique prémenstruel